# ستيتشاك
ستيتشاك (بالسيريلية الصربية: Стећак) أو ستيتشي بصيغة الجمع (بالسيريلية الصربية: Стећци) هو اسم مجموعة من شواهد القبور الأثرية التي يعود تاريخها إلى حقبة العصور الوسطى، والتي تنتشر جُلها في عدة مناطق داخل ربوع البوسنة والهرسك، وينتشر بعضُها داخل كُل من كرواتيا والجبل الأسود صربيا. عُثر على ما يُقدر بستين ألف شاهد قبر داخل حدود البوسنة والهرسك الحديثة، وما مجموعه عشرة آلاف أُخرى مُتفرقة بين حدود ما يُعرف اليوم بكرواتيا (4,400) والجبل الأسود (3,500) وصربيا (2,100).

## معرض الصور

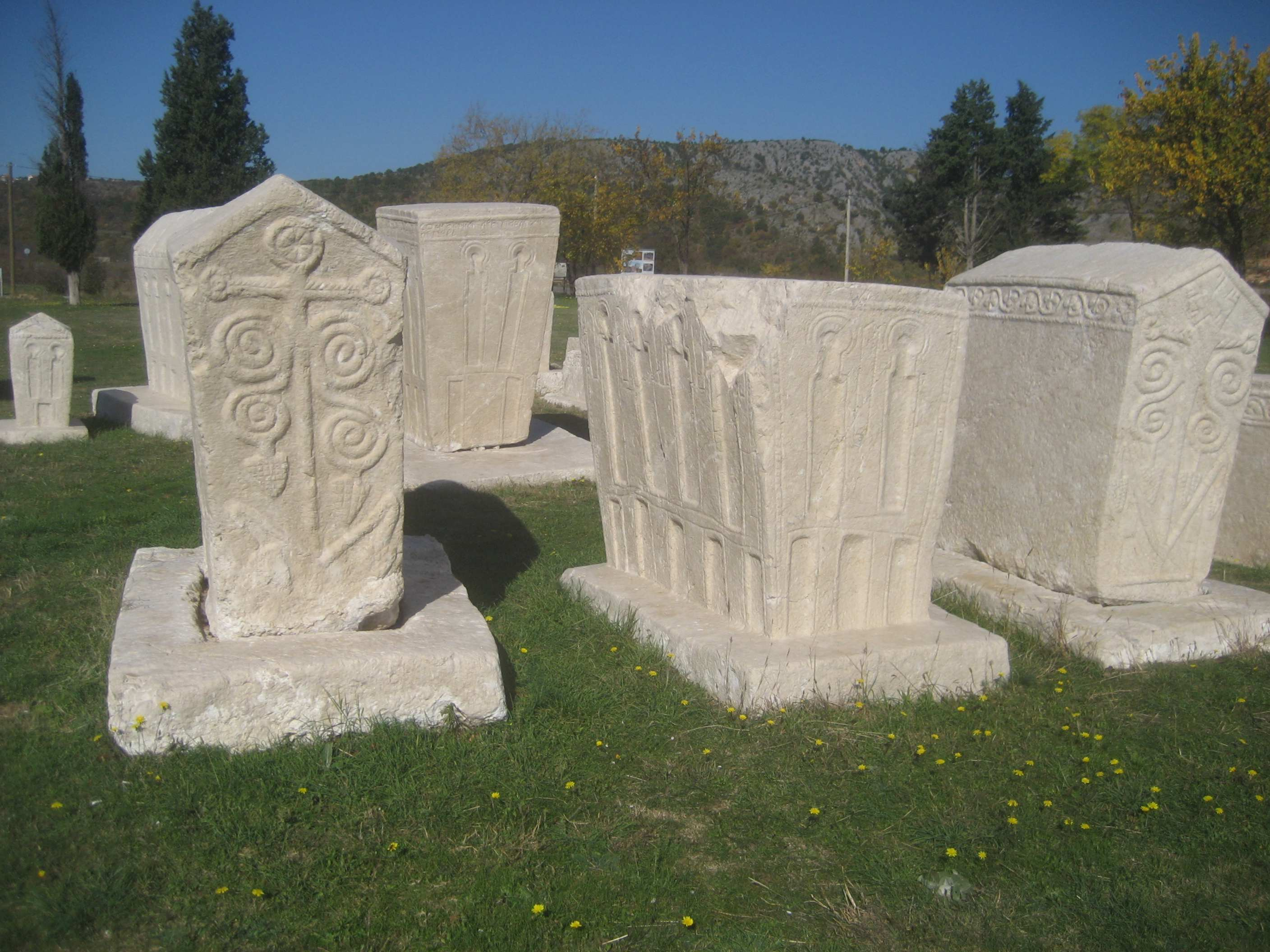
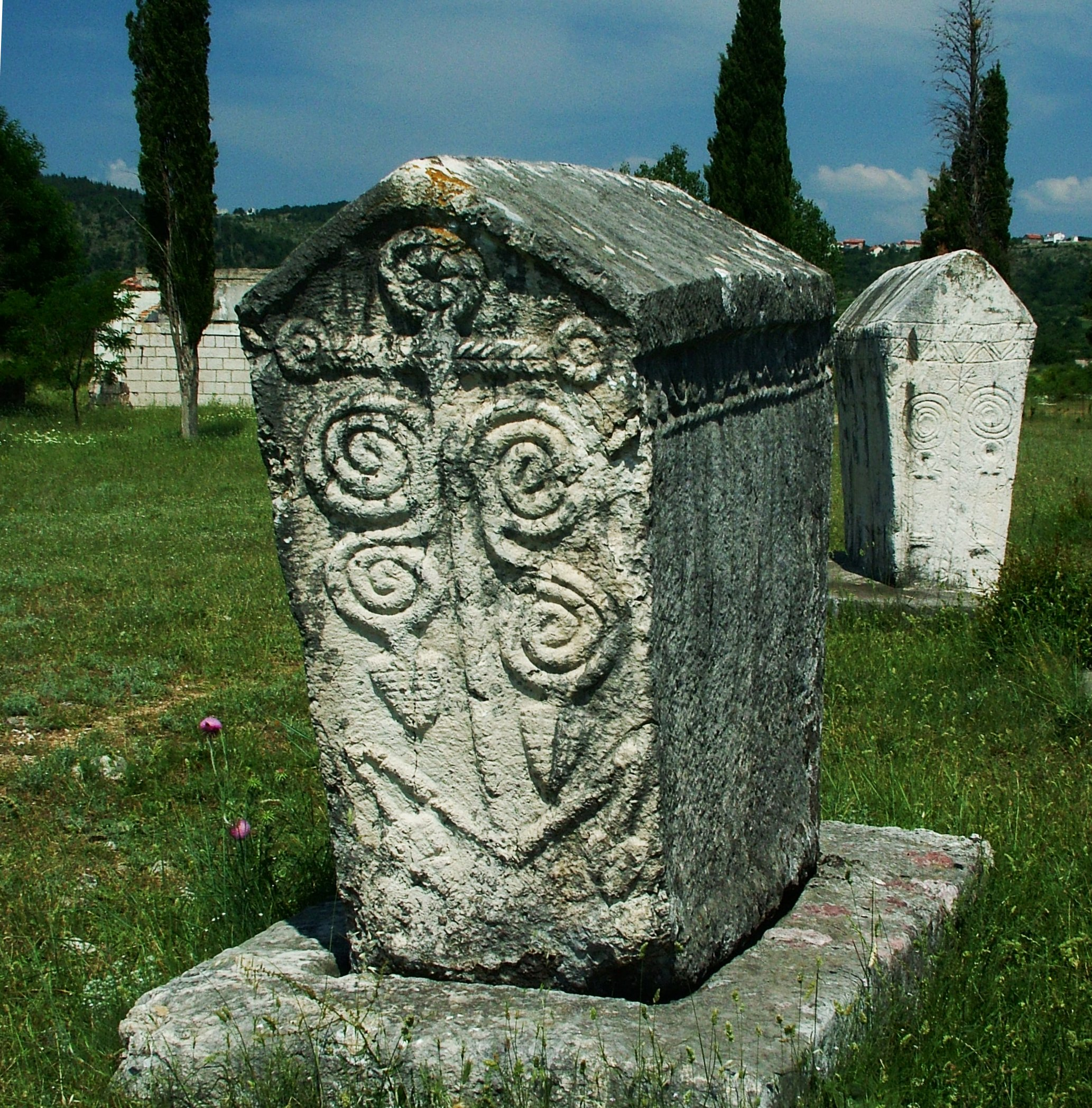
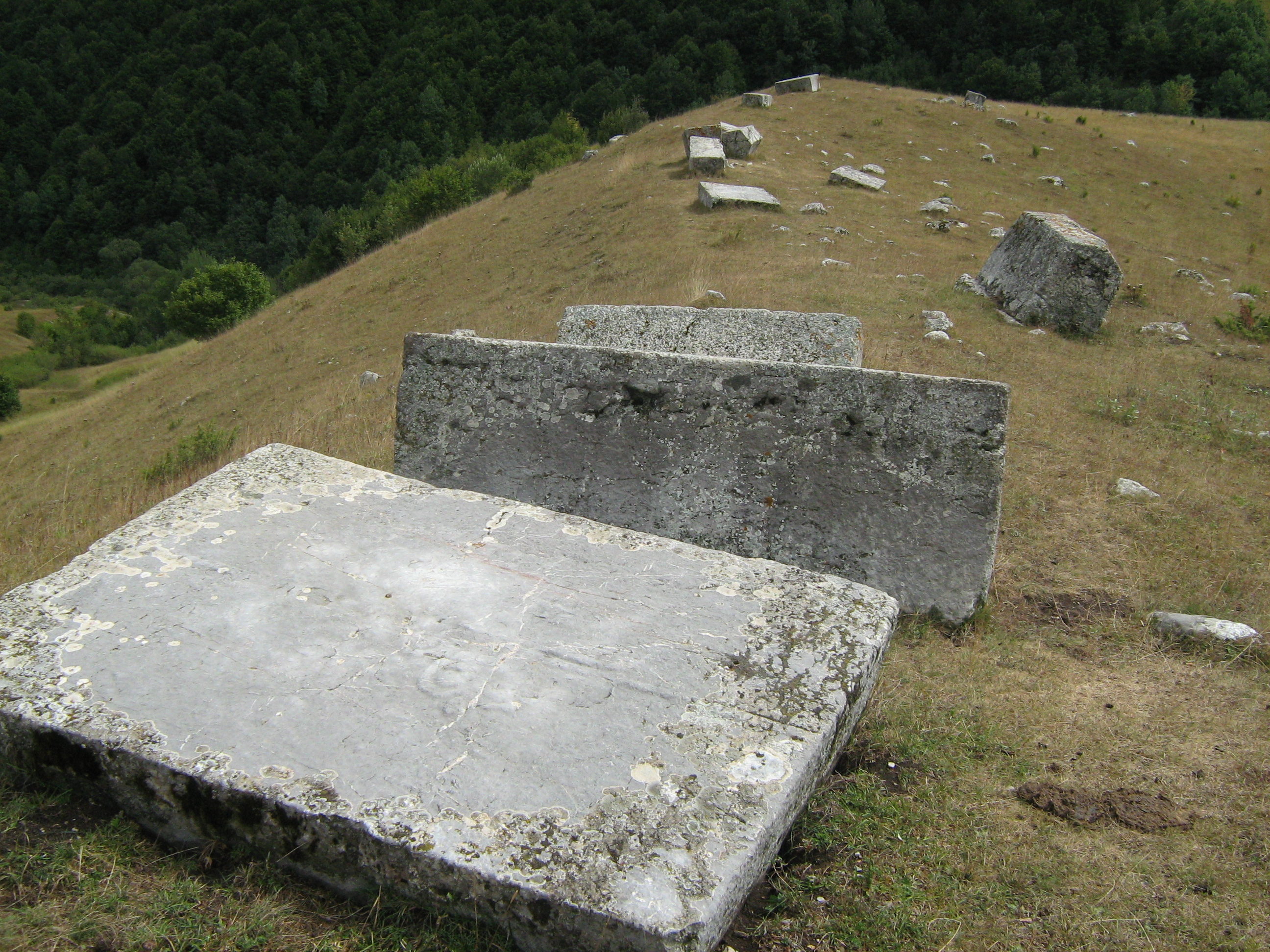
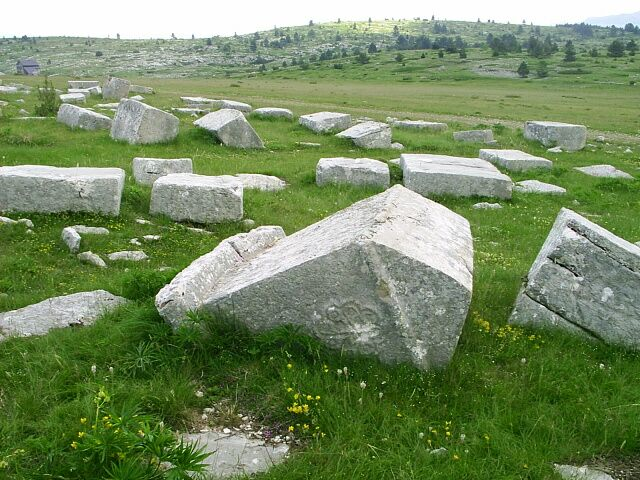
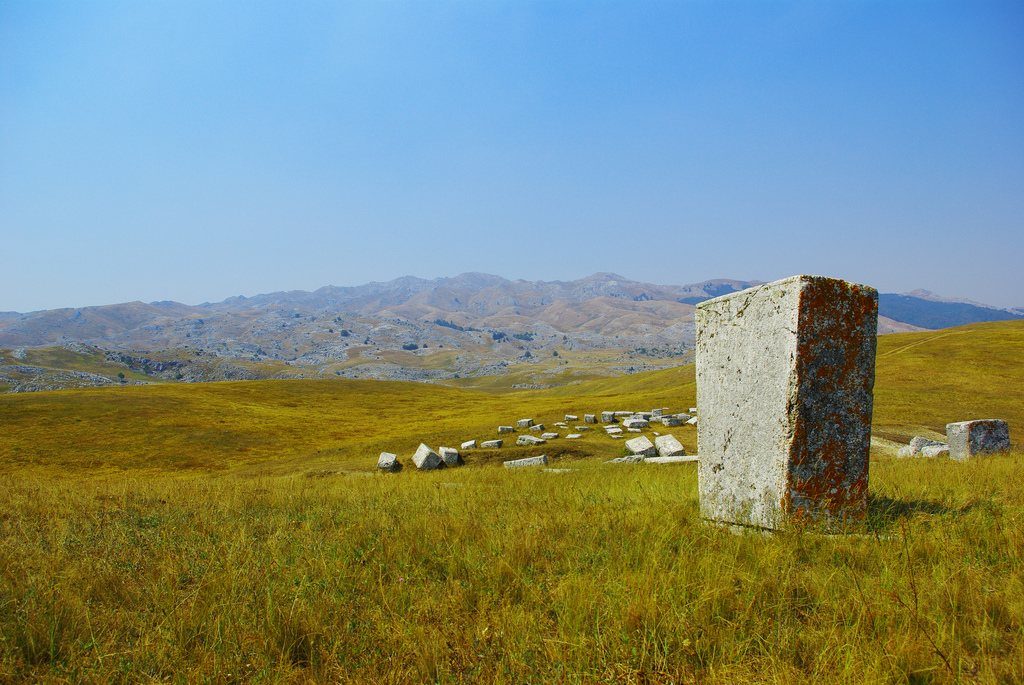
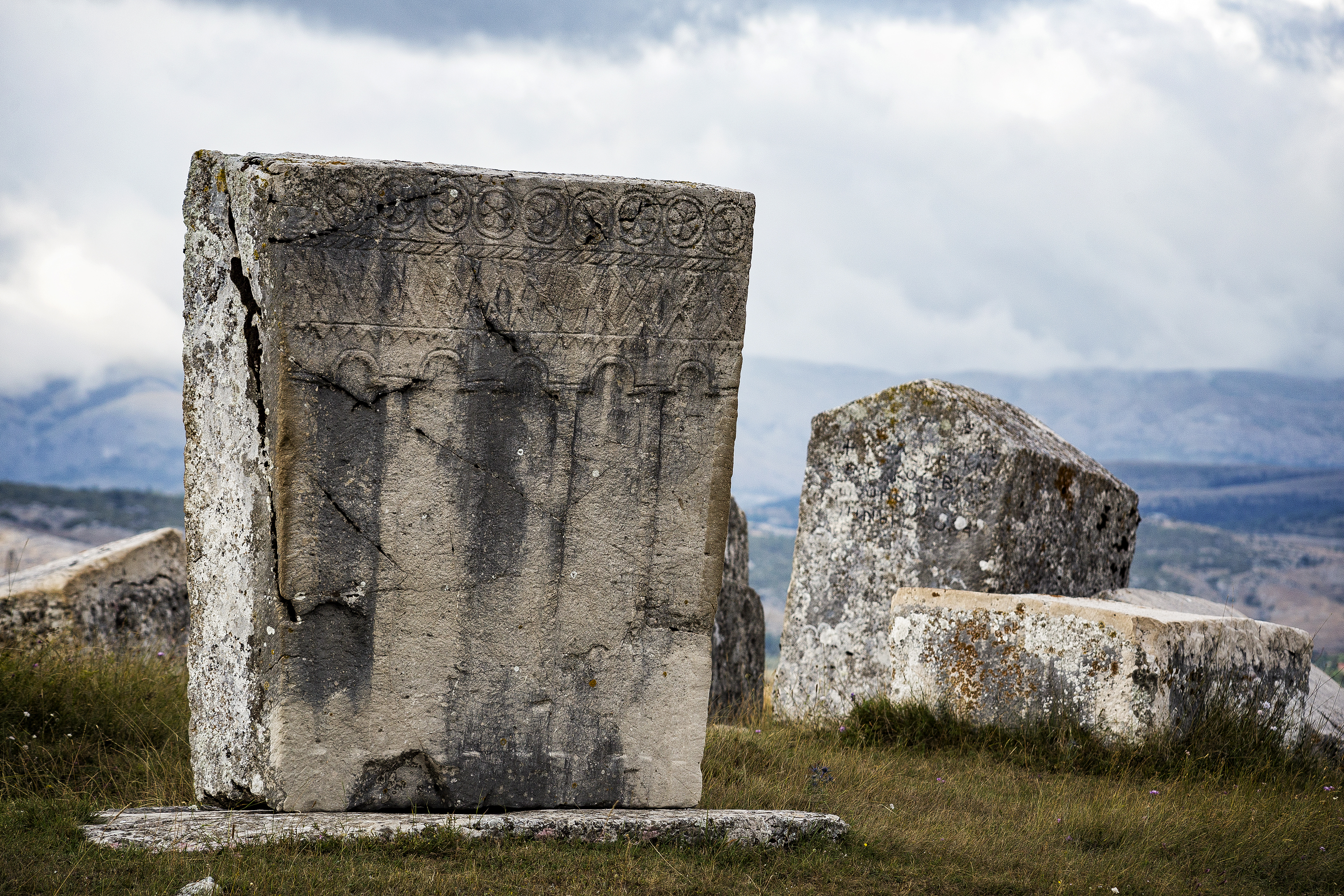
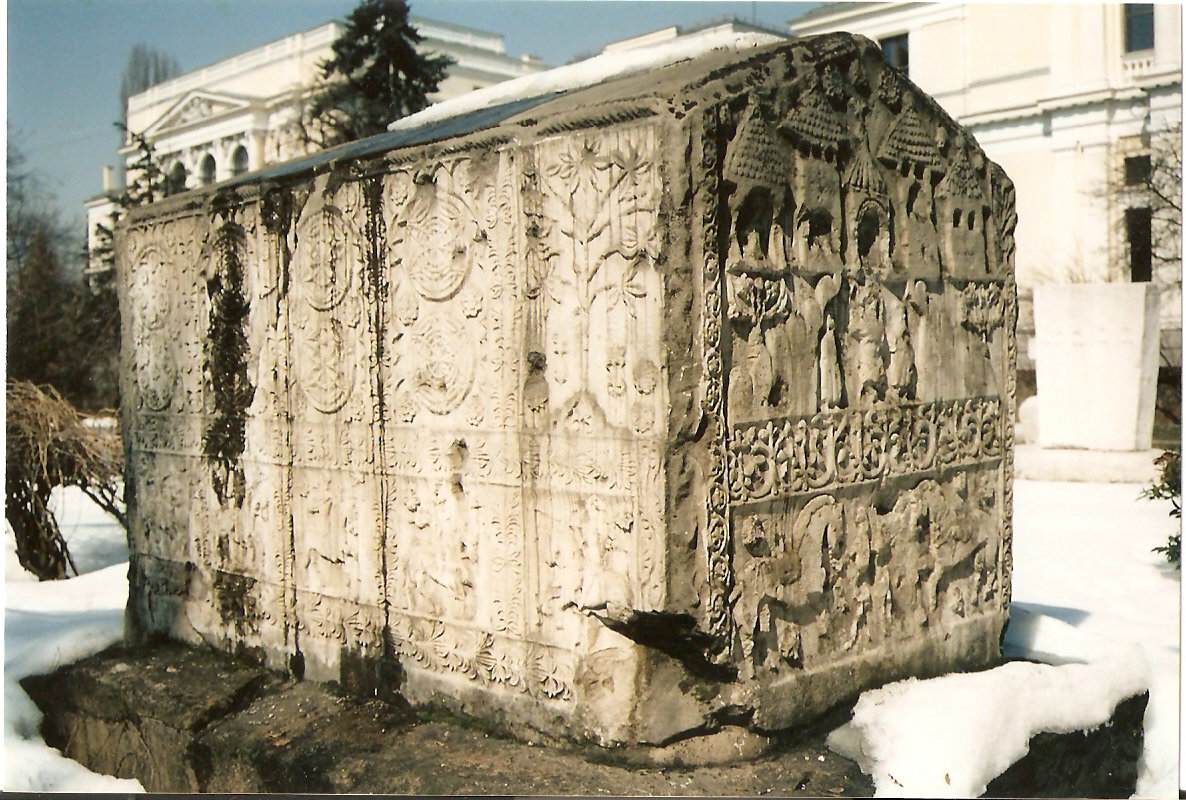
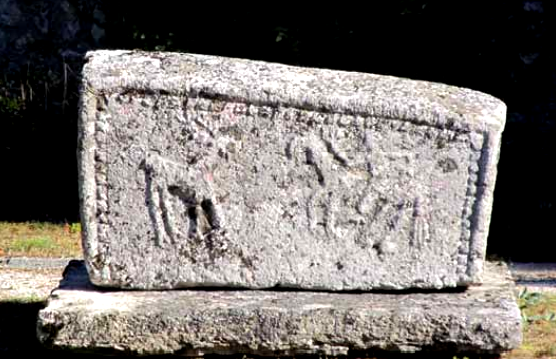
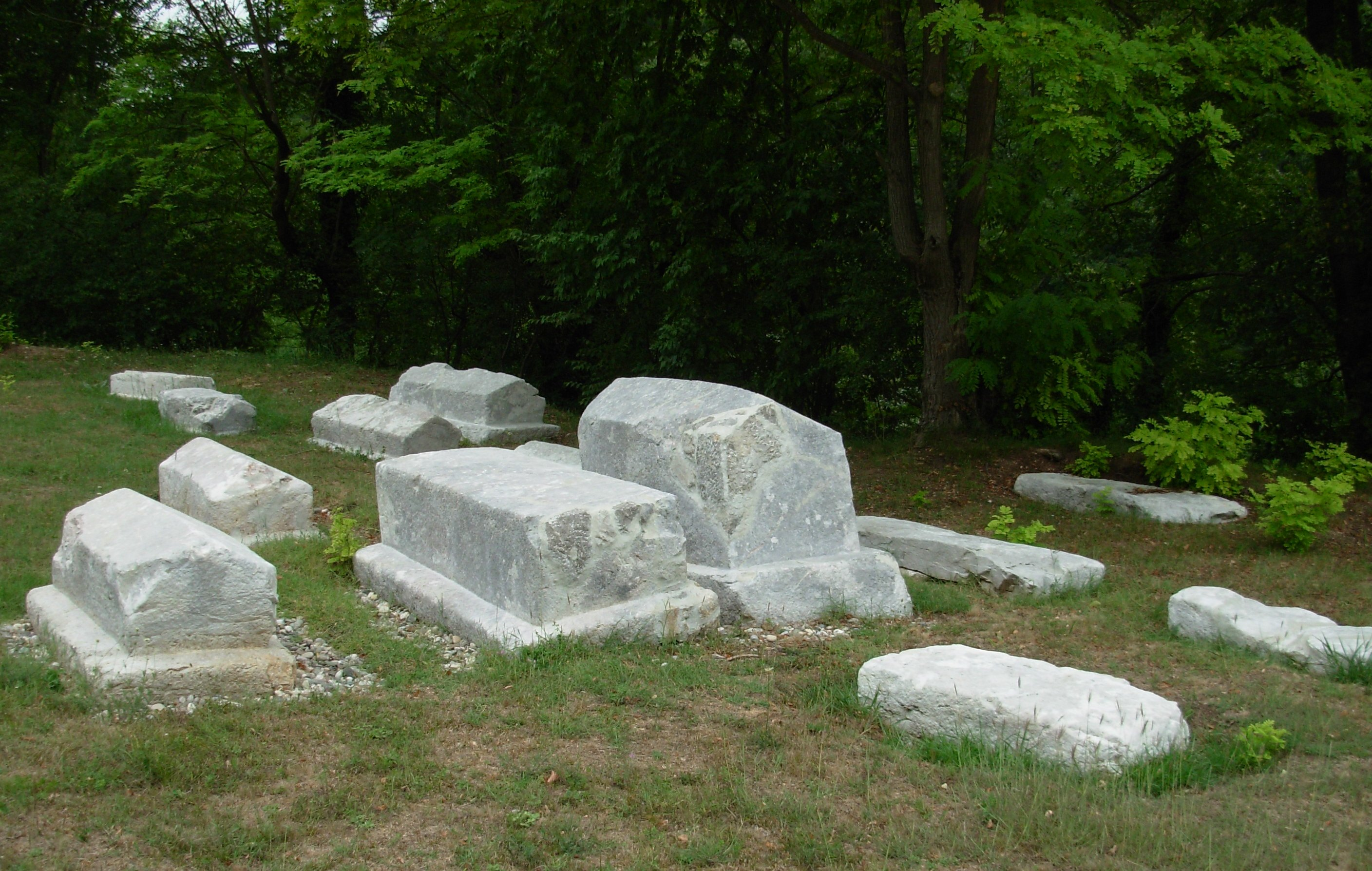
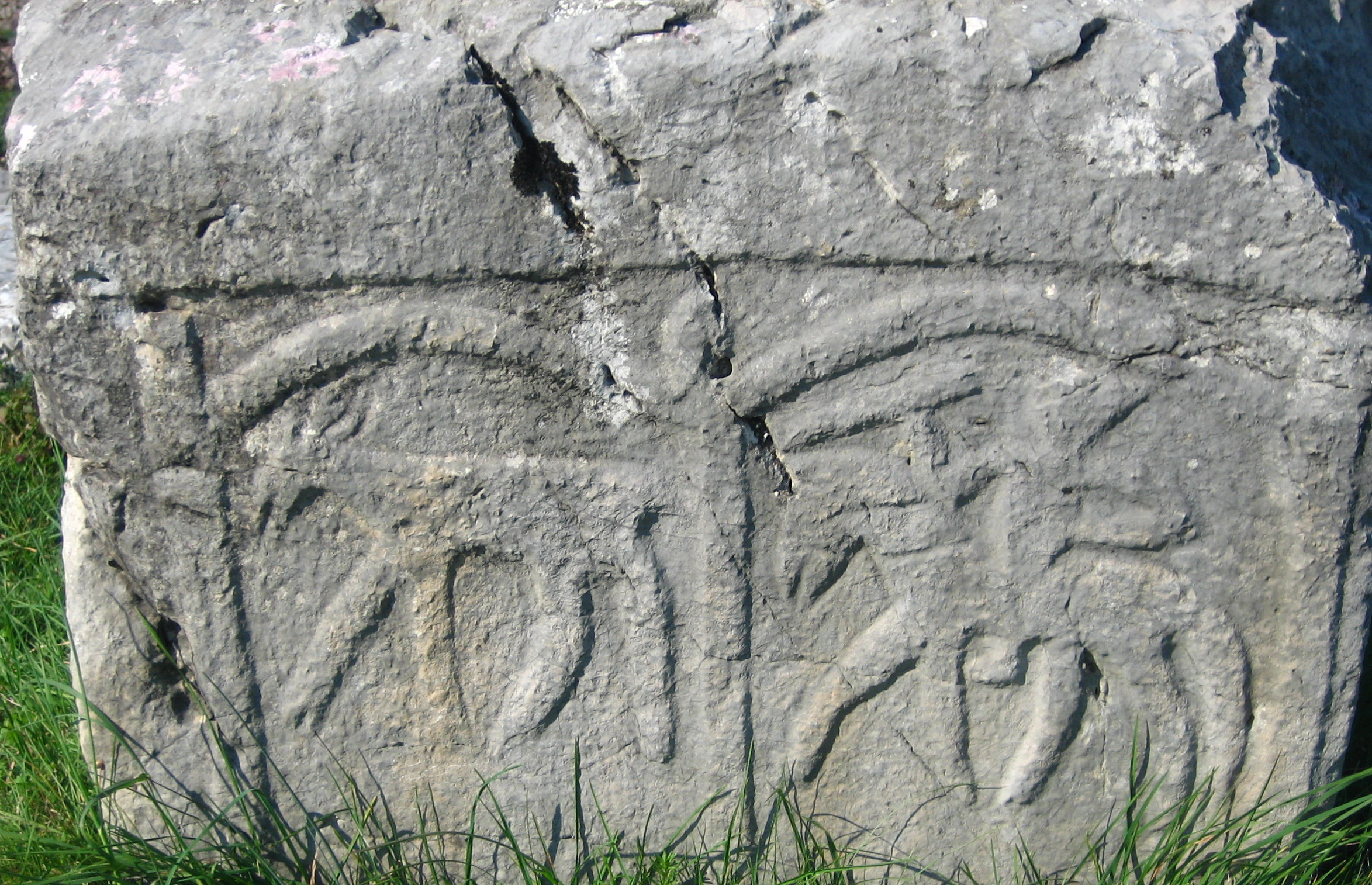
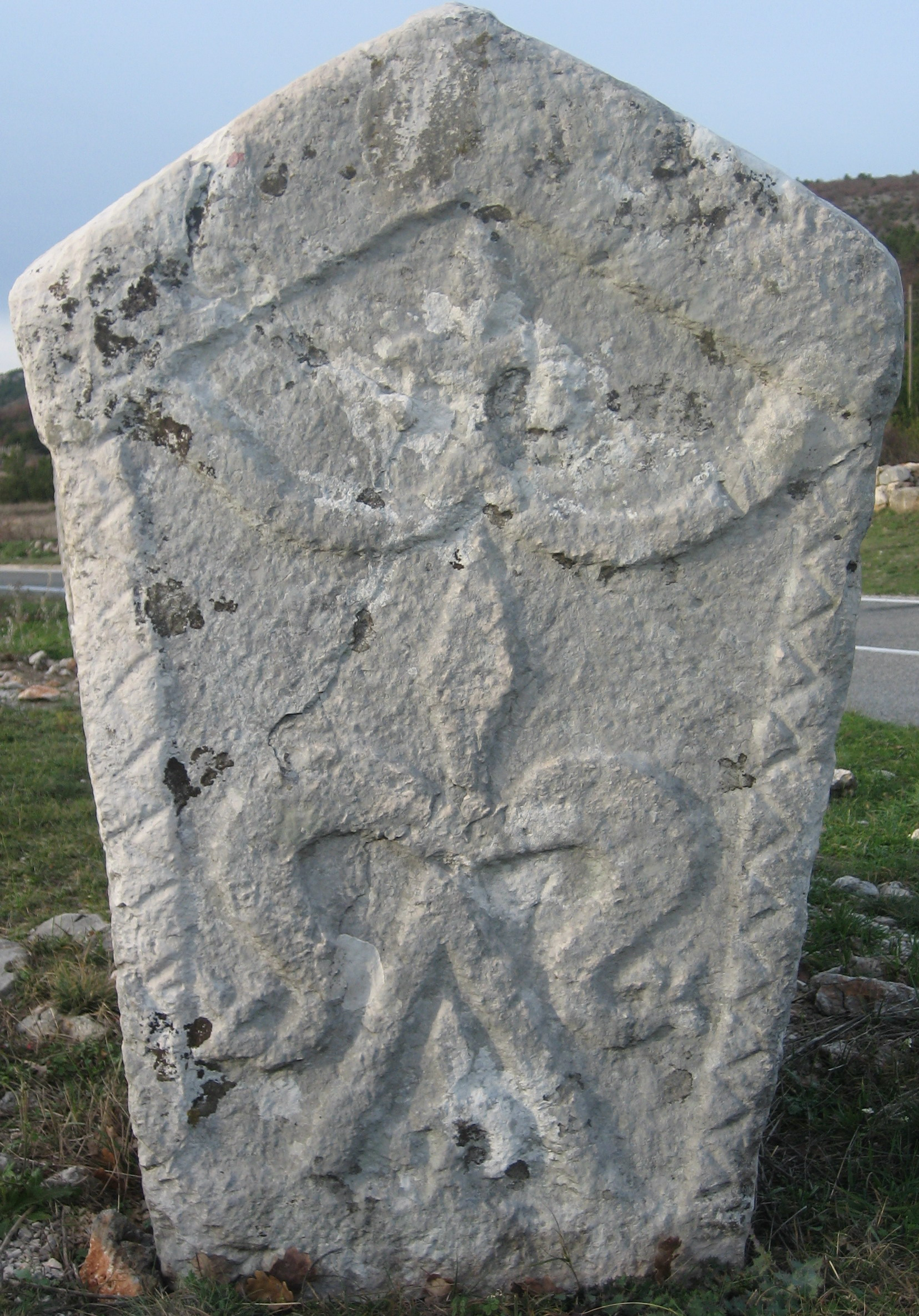